# Henry Fields

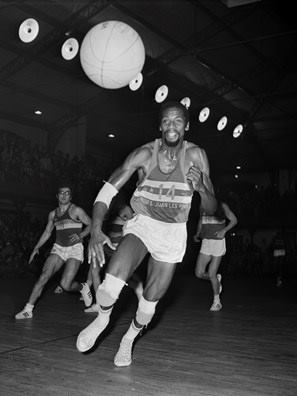

Henry Fields (* 3. Mai 1938 in New York City; † 26. Oktober 2024 in Toulouse) war ein US-amerikanischer Basketballspieler und -trainer.

## Werdegang
Fields spielte in seinem Heimatland als Student Basketball am Elizabeth City Teachers College im US-Bundesstaat North Carolina. Im Rahmen seines Wehrdienstes in den US-Streitkräften kam er 1960 ins französische Orléans.
In Frankreich spielte Fields außerhalb seiner Dienstzeit Basketball beim Olympique Club Orléans. 1961 gewann er mit der US-Auswahl die Militärweltmeisterschaft. 1962 endete sein Wehrdienst, Fields blieb in Frankreich und spielte fortan für den Paris Université Club, mit dem er 1963 französischer Meister und Pokalsieger wurde. Er war der erste Afroamerikaner, der in der Liga spielte. Laut eigener Aussage erhielt Fields von dem Pariser Verein eine Aufwandsentschädigung von monatlich umgerechnet 500 Francs. Er wurde bei einer Körpergröße von 1,97 Metern auf der Innenposition eingesetzt.
Seine späteren Vereine in Frankreich waren Stade Français und Olympique d’Antibes. Mit Antibes wurde Fields 1970 als Spielertrainer französischer Meister. Er war ebenfalls Spielertrainer bei AS Monaco im angrenzenden Fürstentum. 1968 mit Antibes und 1973 mit Monaco gewann er den Meistertitel in der zweiten französischen Liga. In Monaco beendete er 1975 seine Spielerlaufbahn. 1970 wurde Fields, der den Spitznamen Gentleman trug, mit dem Prix de l’Ordre de la courtoisie française ausgezeichnet.
Beruflich wurde Fields in Paris als Sportlehrer an der Amerikanischen Schule tätig. 1998 ließ sich Fields mit seiner aus Norwegen stammenden Ehefrau in Auterive nieder. Dort gründete er den Verein US Auterive, in dem er als Basketballtrainer Jugendlichen die Sportart nahebrachte. Die dortige Sporthalle wurde nach Fields benannt.